# Маніфольд противикидний
Маніфольд противикидний (рос. манифольд противовыбросовый; англ. blowout preventer (ВОР) manifold; нім. Antieruptionsmanifold n) — при бурінні свердловин — пристрій противикидного обладнання для подавання у свердловину і відведення від неї промивної рідини.